# بيني وليامز
بيني وليامز (بالإنجليزية: Benny Williams)‏ هو عازف مندولين وموسيقي وكاتب أغاني أمريكي، ولد في 23 مارس 1931، وتوفي في 11 أكتوبر 2007.